# Illiet

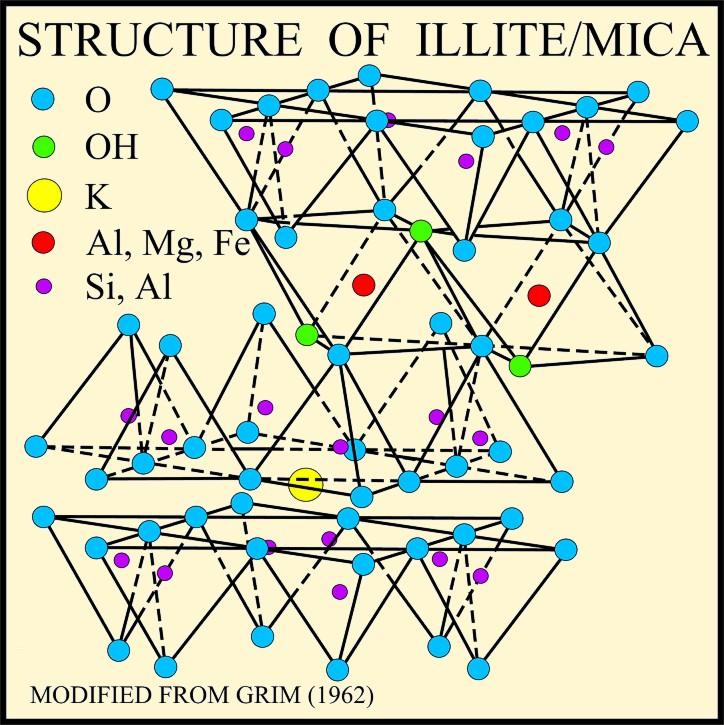
Structuur van illiet

Het mineraal illiet is een kleimineraal, maar wordt soms als een mica ingedeeld. Het is naar de staat Illinois in de Verenigde Staten genoemd, waar het mineraal voor het eerst werd beschreven. De Maquoketa schalie ontsloten in Iowa is een typelocatie.
Illiet is een fylosilicaat met molecuulformule
(K,H3O)(Al,Mg,Fe2+)2(Si,Al)4O10[(OH)2,(H2O)],
dus een verbinding waar kalium, aluminium, magnesium en ijzer in voorkomen. Het molecuul is gehydrateerd en er komen twee hydroxylgroepen in voor. Het is doorschijnend, het is wit, het heeft een doffe glans en een witte streepkleur. Het heeft een monoklien kristalstelsel en een perfecte splijting volgens kristalvlak [001]. De massadichtheid is 2,75 kg/l, de hardheid is 1 tot 2 en de radioactiviteit van het mineraal is nauwelijks meetbaar.
Het is een zeer algemeen voorkomend kleimineraal in sedimentaire gesteenten als schalies en zandstenen. Behalve in deze omgeving wordt het ook als gevolg van verwering of hydrothermale omzetting van gesteenten gevormd, waar muscoviet in voorkomt.
Illiet heeft lastige eigenschappen, vooral in de toepassing ervan in de olie-industrie. Het heeft, door de fijne vezelige structuur, de eigenschap de poriën van een reservoirgesteente gedeeltelijk of geheel 'dicht te kitten'. Hierdoor wordt een reservoir met een porositeit, die eerst goed was, een volkomen waardeloos reservoir. Dat komt door de drastische verlaging van de permeabiliteit als gevolg van de omzetting van andere mineralen of kleimineralen in illiet. Illiet is zo vooral voor reservoirs in de Noordzee een belangrijke beperking voor de productie van olie en gas.